# Steven Rivadeneyra
Steven Aldair Rivadeneyra del Villar (Lima, 2 de noviembre de 1994) es un futbolista peruano. Juega como guardameta y su equipo actual es el Sport Boys de la Liga 1 del Perú.

## Trayectoria
Rivadeneyra se formó en las divisiones inferiores del Esther Grande de Bentín de Arequipa, categoría 1994, donde se mantuvo hasta 2012, año en que llegó al Juan Aurich de Chiclayo, donde empezó a alternar con el plantel de reserva, campeonando en el Torneo de Promoción y Reserva de 2012, venciendo en la final a la Universidad San Martín.
Hizo su debut profesional el 7 de junio de 2014 con el Juan Aurich de Chiclayo el cual dirigía Roberto Mosquera, cuando vencieron por 2-1 a San Simón por el Torneo Apertura del Campeonato Descentralizado 2014. Tapó los diez primeros partidos de la campaña, sin embargo Juan Goyoneche y Erick Delgado terminaron tomando su lugar para el resto del torneo. Aurich se llevó el Torneo Apertura y a fin de año quedó como subcampeón de la primera división peruana.

### Universidad de San Martín
Para el 2015 llegó a Universidad de San Martín, donde estuvo dos años como segunda opción en el arco por detrás de Ricardo Farro, siendo su debut el 21 de noviembre de 2015 en la goleada por 3-0 sobre Ayacucho. Disputó 8 partidos hasta fines de 2016.

### Alianza Atlético
Para 2017 se convirtió en nuevo refuerzo de Alianza Atlético. Con el equipo de Sullana debutó el 4 de marzo de 2017 en el empate 1-1 contra Ayacucho y desde entonces fue el habitual arquero titular de Alianza Atlético, sin embargo quedaron últimos en el Descentralizado, descendiendo a segunda división.

### Deportivo Municipal
Para el Campeonato Descentralizado 2018, Rivadeneyra fue uno de los refuerzos del Deportivo Municipal, pese a llegar lesionado de Alianza Atlético. Hizo su debut el 19 de mayo de 2018 en el empate sin goles con Deportivo Binacional, primera fecha del Torneo Apertura y a la larga se terminó imponiendo como titular en el arco de Municipal por encima del seleccionado Carlos Cáceda y Julio Aliaga. Fue pieza importante en la clasificación del Muni a la Copa Sudamericana 2019 y a fines de temporada fue nominado a mejor arquero del año, según la Asociación Deportiva de Fútbol Profesional.
A fines de noviembre renovó con Municipal, pese a los rumores que lo vinculaban con Alianza Lima. En 2019 se mantuvo como titular en el arco, siendo nominado a mejor arquero según la SAFAP a fin de año, tras mantener la categoría en la última fecha.

### Alianza Lima
El 17 de diciembre de 2019 fue anunciado como nuevo fichaje del Deportivo Binacional, sin embargo el club de Juliaca no envió el contrato del jugador a la Federación Peruana de Fútbol, por lo que Rivadeneyra pudo negociar con normalidad con Alianza Lima, firmando contrato el 6 de enero de 2020 hasta fines de 2021. Debutó en la segunda fecha del Torneo Apertura 2020 como titular en el empate 1-1 ante Carlos A. Mannucci. Aparte de ello, solo llegó a ser titular en 3 oportunidades en dicho torneo corto. Si bien en el Torneo Clausura inició en los 4 primeros encuentros, después permaneció en la banca el resto del campeonato.
Para la Liga 1 2021, continuó con los blanquiazules y ante el retiro de Leao Butrón y la partida de Ítalo Espinoza, era el llamado a ser el titular de su escuadra. Así lo fue en un inicio, durante los 5 primeros partidos del Torneo Apertura. No obstante, las actuaciones del guardameta no fueron convincentes, por lo que fue relegado a la banca de suplentes el resto de la temporada, solo participando nuevamente en la última fecha del Torneo Clausura donde el entrenador Carlos Bustos mandó un equipo enteramente suplente. A fin de año, formó parte del plantel campeón de dicha temporada y al término de su contrato, no se le renovó.  
En la temporada 2023 descendió de categoría, al quedar penúltimo en la tabla acumulada del torneo con la Deportivo Municipal.  

## Selección nacional
A fines de julio de 2014, Rivadeneyra fue llamado a la selección de fútbol de Perú por el entrenador Pablo Bengoechea como parte de una nómina local con miras al amistoso ante Panamá en agosto. En ese entonces tenía 19 años y atajaba en Aurich ante la lesión de Erick Delgado. Eventualmente, fue incluido para el partido y estuvo en la banca de suplentes con el número 12, sin embargo no llegó a ingresar en la victoria de Perú por 3-0 con Pedro Gallese de titular en el arco.
Un año después fue parte de la selección sub-22 de Perú que participó en el torneo masculino de fútbol de los Juegos Panamericanos de 2015, sin embargo no disputó ninguno de los tres encuentros.

### Participación en Juegos Panamericanos
| Torneo                       | Sede   | Resultado    | Partidos | Goles |
| ---------------------------- | ------ | ------------ | -------- | ----- |
| Juegos Panamericanos de 2015 | Canadá | Primera fase | 0        | 0     |

## Estadísticas
| Juan Aurich · Perú                                                              | 1.ª           | 2014          | 10  | -13  | 0 | 0  | — | —  | 10  | -13  |
| Juan Aurich · Perú                                                              | Total club    | Total club    | 10  | -13  | 0 | 0  | 0 | 0  | 10  | -13  |
| Univ. San Martín · Perú                                                         | 1.ª           | 2015          | 3   | -4   | 0 | 0  | — | —  | 3   | -4   |
| Univ. San Martín · Perú                                                         | 1.ª           | 2016          | 4   | -6   | — | —  | — | —  | 4   | -6   |
| Univ. San Martín · Perú                                                         | Total club    | Total club    | 7   | -10  | 0 | 0  | 0 | 0  | 7   | -10  |
| Alianza Atlético · Perú                                                         | 1.ª           | 2017          | 27  | -45  | 0 | 0  | — | —  | 27  | -45  |
| Alianza Atlético · Perú                                                         | Total club    | Total club    | 27  | -45  | 0 | 0  | 0 | 0  | 27  | -45  |
| Deportivo Municipal · Perú                                                      | 1.ª           | 2018          | 29  | -33  | — | —  | — | —  | 29  | -33  |
| Deportivo Municipal · Perú                                                      | 1.ª           | 2019          | 34  | -47  | 4 | -7 | 2 | -5 | 40  | -59  |
| Alianza Lima · Perú                                                             | 1.ª           | 2020          | 9   | -14  | — | —  | — | —  | 9   | -14  |
| Alianza Lima · Perú                                                             | 1.ª           | 2021          | 6   | -7   | — | —  | — | —  | 6   | -7   |
| Alianza Lima · Perú                                                             | Total club    | Total club    | 15  | -21  | 0 | 0  | 0 | 0  | 15  | -21  |
| Carlos A. Mannucci · Perú                                                       | 1.ª           | 2022          | 8   | -15  | — | —  | — | —  | 8   | -15  |
| Carlos A. Mannucci · Perú                                                       | Total club    | Total club    | 8   | -15  | 0 | 0  | 0 | 0  | 8   | -15  |
| Deportivo Municipal · Perú                                                      | 1.ª           | 2023          | 23  | -33  | 0 | 0  | — | —  | 23  | -33  |
| Deportivo Municipal · Perú                                                      | Total club    | Total club    | 86  | -113 | 4 | -7 | 2 | -5 | 92  | -125 |
| Total carrera                                                                   | Total carrera | Total carrera | 153 | -217 | 4 | -7 | 2 | -5 | 159 | -229 |
| (1) Incluye datos de Copa Bicentenario. (2) Incluye datos de Copa Sudamericana. |               |               |     |      |   |    |   |    |     |      |

## Palmarés

### Torneos nacionales
| Título | Club         | País | Año  |
| ------ | ------------ | ---- | ---- |
| Liga 1 | Alianza Lima | Perú | 2021 |

### Torneos cortos
| Título          | Club         | País | Año  |
| --------------- | ------------ | ---- | ---- |
| Torneo Clausura | Alianza Lima | Perú | 2021 |

### Distinciones individuales
- Nominado a arquero del año en el Campeonato Descentralizado según la ADFP: 2018[2]
- Nominado a mejor arquero del Campeonato Descentralizado según el diario Líbero: 2018[10][11]
- Preseleccionado como arquero en el mejor once del Campeonato Descentralizado según la SAFAP: 2018[12]
- Preseleccionado como arquero en el mejor once de la Liga 1 según la SAFAP: 2019[13]